# Никола Стојковић
Никола Стојковић (Смедерево, 2. фебруар 1995) је српски фудбалер. Игра на позицији централног везног играча, а тренутно наступа за Дубочицу.